# Czarna Orawa
Czarna Orawa – rzeka w południowej Polsce znajdująca się w zlewisku Morza Czarnego. Powstaje w miejscowości Podwilk w miejscu połączenia się Podszklanki (Bukowińskiego Strumyka) z Podsarnianką (Orawką). Za górny bieg Czarnej Orawy uważana jest Podszklanka. Czarna Orawa przepływa przez Pogórze Orawsko-Jordanowskie, Kotlinę Orawsko-Nowotarską i na samej granicy polsko-słowackiej uchodzi do sztucznego zbiornika wodnego – Jeziora Orawskiego. Głównymi dopływami są: Piekielnik, Pietrzakowski Potok, Psi Potok, Psiarnia, Syhlec, Wisielec, Zubrzyca.
Czarna Orawa należy do zlewiska Morza Czarnego. Do czasu powstania Jeziora Orawskiego końcowe 19 km dolnego biegu rzeki znajdowało się na terytorium Słowacji. Koło wsi Uście (obecnie słow. Ústie nad Priehradou) w okolicach Trzciany Czarna Orawa łączyła się z Białą Orawą, tworząc rzekę Orawę. Obecnie, po skróceniu biegu o tereny zalewowe zbiornika, rzeka w całości znajduje się w granicach Polski.
Nad Czarną Orawą leżą orawskie wsie: Podwilk, Orawka i Jabłonka.